# イオンマルシェ
イオンマルシェ株式会社（英: AEON Marché Co., Ltd.）は、スーパーマーケット（SM）の「カルフール」（2010年3月10日に「イオン」に改称。後述）を運営していた会社である。2010年12月1日、イオンリテールに吸収合併された。キャッチコピーは「うれしい発見、うれしいプライス」。
かつて、フランスのCarrefour S.A.の日本法人で、フランスを拠点に展開されているハイパーマーケットチェーンのカルフールを、日本において運営していた。この項では、2010年3月9日まであった日本の「カルフール」についても記述する。

## 概要

### カルフール・ジャパン時代

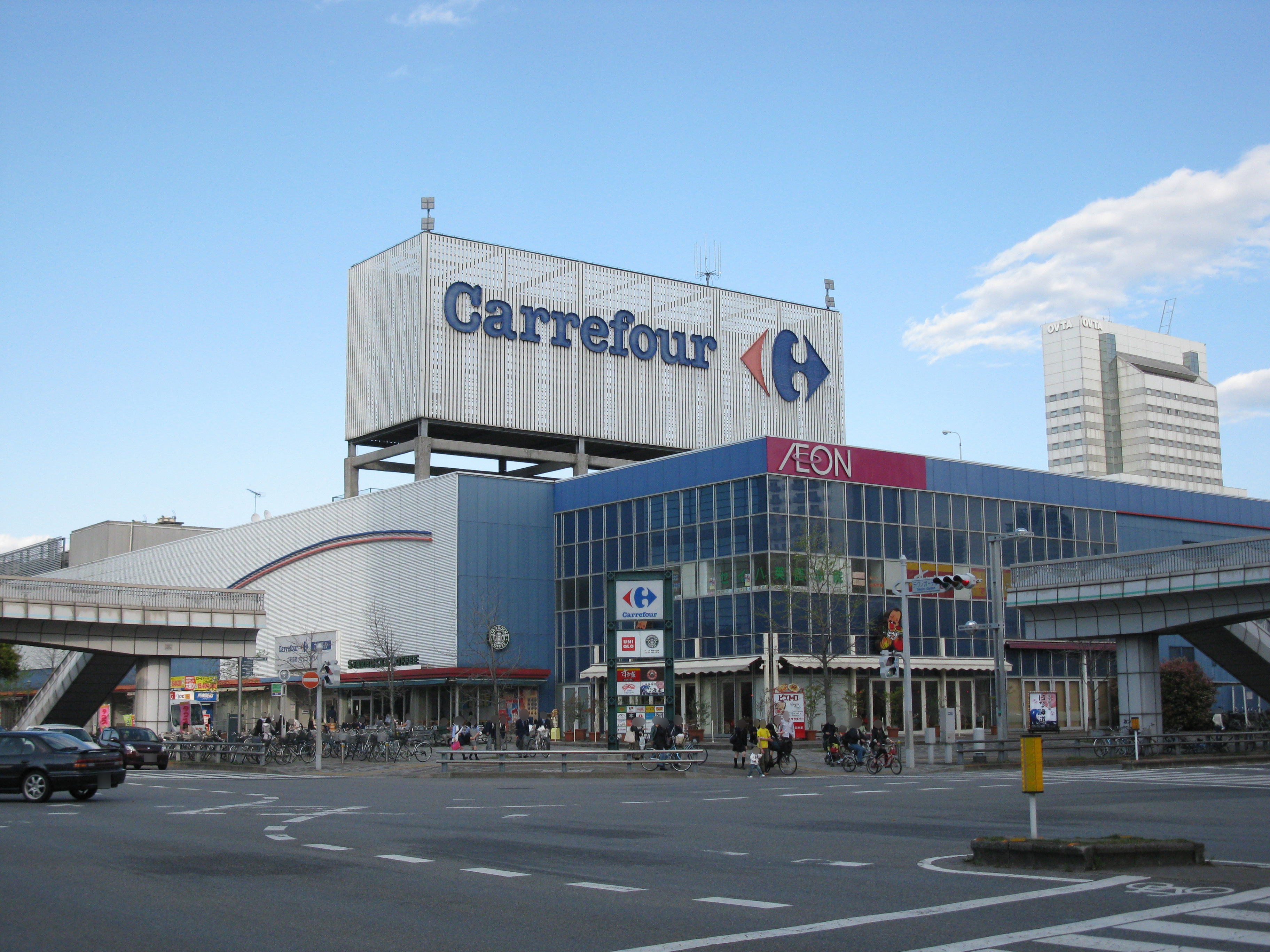
カルフール幕張
(現: イオン海浜幕張店)
（千葉県千葉市美浜区）

旧称はカルフール・ジャパン株式会社 (Carrefour Japan Co., Ltd.) で、フランスのCarrefour S.A.が日本進出のために日本で設立した現地法人であった。
Carrefour S.A.が、当社を1999年1月に設立したうえで2000年1月に日本国内1号店となるカルフール幕張を開店し、日本進出を果たした。当時、総合小売業への外国資本の参入が珍しかったことや、卸を通さない直接取引での価格破壊を目指したことが流通革命につながるとして注目を集め、「黒船襲来」と世間を賑わせた。カルフール (Carrefour) は交差点の意味があり、本国でのカルフールの特徴であったオートウォークと呼ばれるスロープ方式（階段式でない）のエスカレーターやインラインスケートを履いた案内係が、日本のカルフールにもそのまま導入された。
しかし、日本人の強いナショナルブランド志向や飽きっぽいなどの特性をつかめなかったことや、日本企業も多数大型ショッピングセンターを開店しており競争に打ち勝てなかったことなどから業績が思うように伸びず、店舗も1号店のカルフール幕張を皮切りに8店舗を展開したものの、進出当初の目標だった2004年までの15店舗の開業は果たせなかった。また、大店立地法などの規制が日本に当時は根強く存在していた事も、失敗要因の一つである。多店舗展開の失敗に加えて、中国での事業が好調なことへのさらなる投資や、本国フランスで他の安売り店に押され業績不振であることを打開するための投資が必要となり、その原資調達の手段として、不振が続く日本事業の経営権を、日本法人であった当社を売却する形でイオン株式会社に譲渡した。当社はイオンマルシェ株式会社に改称し、カルフールの店舗は継続されたものの事実上、進出から4年でCarrefour S.A.は日本から撤退する結果となった。
本社は、当初は赤坂ツインタワー東館18階にあったが、2005年9月26日に千葉市のイオンタワー11階に移転（商品部は既に2005年7月末より一部業務を開始していた）、その後イオン幕張店にイオンリテールとの吸収合併まで本社を置いていた。

### イオンマルシェ時代

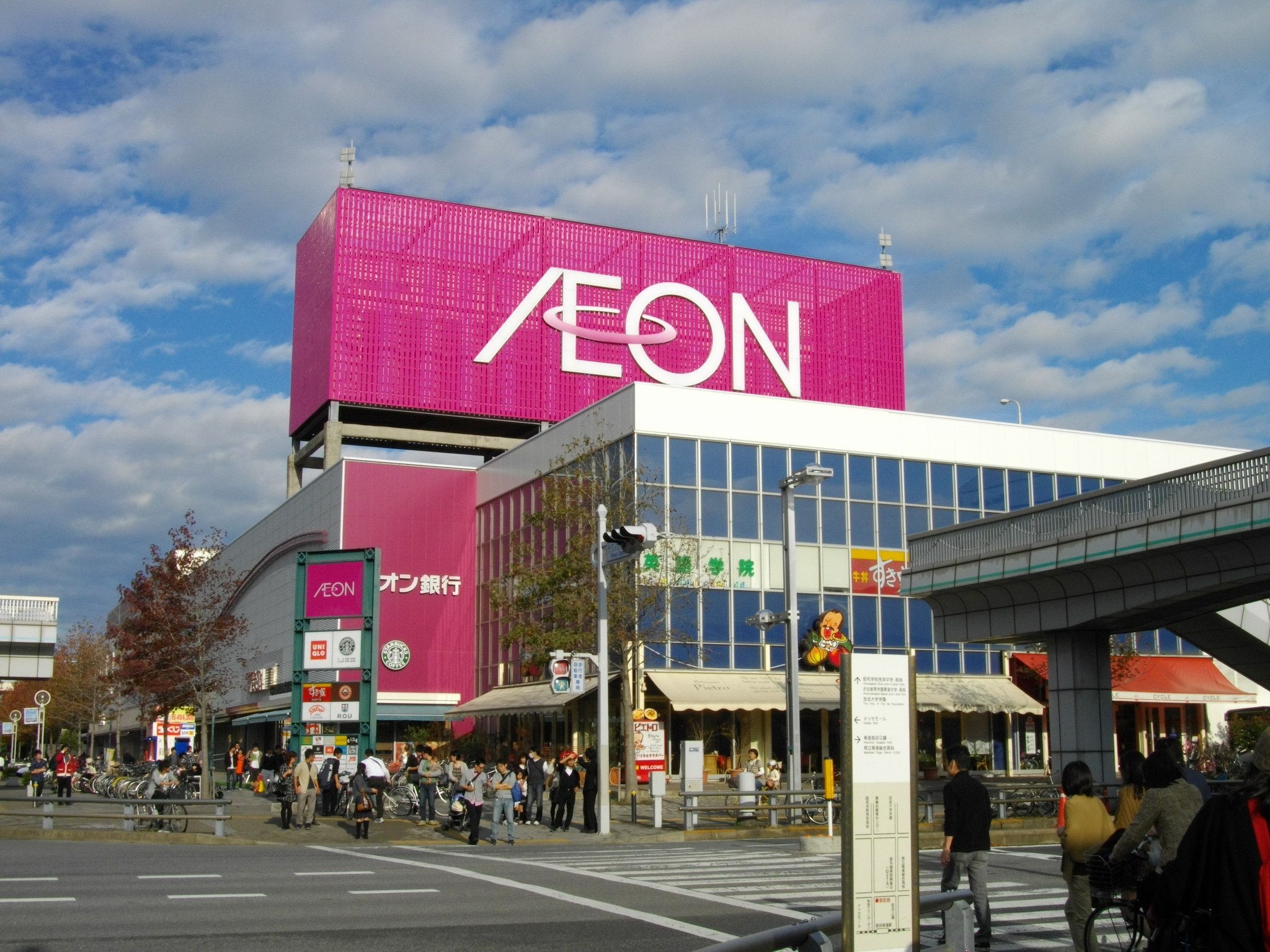
イオン幕張店
(現: イオン海浜幕張店)
（千葉県千葉市美浜区）

2005年3月10日に、イオン株式会社に売却され、同日、現商号に変更、イオングループの傘下となった。このとき、Carrefour S.A.とイオン株式会社との間で交わされた提携契約により、同日以後もカルフールブランドは5年間は継続されていた。
イオンマルシェ時代のカルフールについては、#イオングループとしての「カルフール」を参照。
しかし、2010年3月9日をもって、カルフールSAとの店舗名称使用ライセンス契約が期間満了により終了した。そのため、2010年3月10日から、店舗名称を「イオン」に変更し、日本における「カルフール」ブランドは消滅した。
なお「イオン」という店舗名は、すでにイオンリテールが同名のスーパーマーケットで展開しているが、総合スーパーでは当社が初めて使用する（その後イオングループ他社でも利用が開始され、さらに2011年3月1日にはイオングループの総合スーパーは原則として店舗ブランドが「イオン」に統一された。詳細はイオン (店舗ブランド)#概要を参照）。
イオンへ譲渡された際に、代表取締役社長が、本国から出向していたロイック・デュボワ (Loîc DOUBOIS) から、イオン株式会社の前専務執行役　平島福喜（ひらしま ふくのぶ）に交代。その後、2007年5月には、イオン九州前専務取締役・時岡晤（ときおか あきら）に交代。2009年4月12日付でイオンリテールの前中部カンパニー総務部長・末次綱三（すえつぐ こうぞう）に交代し、イオンリテールとの吸収合併まで務めた。
2010年8月にグループの総合スーパーを展開する当社及びイオンリテール・マイカルの統合及び総合スーパーブランド名の「イオン」へ統一することがメディアを通じて報道され、正式発表より先行していたが、同年10月6日にイオン株式会社が正式にイオンリテール・マイカル・イオンマルシェの統合並びに店舗ブランドである「イオン」への統一を正式発表した。そして、同年12月1日にイオンリテールがイオンマルシェを吸収合併した。イオンマルシェ運営店舗は既に「イオン」に衣替えしている為、合併後も現行の店舗ブランドのまま展開する。2020年以降は一部の旧カルフール店舗が派生業態の「イオンスタイル」へと転換されている。

## イオングループとしての「カルフール」
イオンマルシェに社名変更してからは、従来どおりカルフールの店名を用いてカルフールブランドの商品群他輸入食品を取り扱いつつも、店舗経営に関してはイオン株式会社の手法が次々と導入され、イオングループ各社に準じたサービス内容に変化していった。イオングループのプライベートブランドである「トップバリュ」の取り扱いを始め、他方、カルフールブランドの商品や輸入食品については順次扱いが少なくなっている（輸入食品については、カルフールとの提携を終了しイオン店舗に切り替えて以後も、独自に継続している）。
割引特典についてもカルフール独自のサービスであったマンデークーポン（月曜日に一定金額以上購入した顧客に配布する500円の割引券）を2006年9月25日で終了し、代わりに2006年2月10日から毎月10日を「カルフールデー」（2006年2月10日については「カルフール決算謝恩カルフールデー」）として買い物客一律にレジにて商品ごとに5%値引きするサービスに変更した。別途イオンカード決済の場合にはイオンカードのサービスであるときめきポイントを通常の2倍付与するサービスが行われる（ただし、2007年4月に開始されたWAONで毎月10日をワオンデーとしたことに伴い、WAONを導入した関東地区3店舗については、2007年5月10日から「ワオンデー」を実施し、「カルフールデー」については、同日の実施をもって10日の5%値引きは終了し、2007年6月からは、毎月第2水曜日にクーポン券を配る形式に変更した。関西地区4店舗については、2007年10月10日に「カルフールデー」を実施したのち、2007年11月からワオンデーを導入し、カルフールデーは毎月第2水曜日にクーポン券を配る形式に変更された）。また、クレジットカードも、1号店開店当初より日本信販（現：三菱UFJニコス）と提携し「カルフールカード」を発行してきたが、2005年7月から、イオンクレジットサービスにより、「イオンカルフールカード」を発行（2007年4月に「イオンカード」に統合）し、優待日を設定して、会員特典サービスを実施している（後述のお客さま感謝デーを参照）。
イオングループ共同の販売キャンペーンへ参加し、イオンフェスティバルでは、フランス直輸入の商品を日本全国のジャスコ・マックスバリュ・サティなどでも販売するフランスフェアが実施されたこともある。
POSシステムでは、カルフールシステムからイオン新店舗システムに変更。これに伴い、日本のスーパーマーケット・チェーンストアには無い、店舗からの商品発注・在庫管理を専門とする部署「オーダープール (Order Pool)」が廃止された。トラックヤードでの商品荷受とバーコードスキャナ検品(MOTOROLA製・ハンディSymbolなど)・伝票照合を専門とする部署「レシービングヤード (Receiving Yard)」は、部署名は残っているが、商品荷受と検収・伝票管理をする商品管理となった。商品の調達はイオン物流センター経由となった（一部の商品は物流センターを通さず店舗に直接納品している）。POSシステムの変更に伴い、POSターミナルはイオングループ共通のもの（東芝テック製・M-6800）に交換され、日本国内のスーパーマーケットで一般的なレジカウンターが設置されたことにより、欧米式のベルトコンベア型レジカウンターは廃止された。
イオングループ各社のスーパーマーケットで行われている「買い物袋スタンプカード」や「イオン・デー」は、少なくとも「カルフール」店舗であった2010年3月9日までの間には、当社では実施した例がない。
フランス資本の時代には、日本人の平均的な身長では届きにくい高所に商品を陳列したり、また、店員がローラースケートで店内を移動するなどの光景が見られたが、イオングループの経営になってからは、ローラースケートの使用を2006年に廃止した。
レジ袋に関しても、カルフール専用の袋からイオン共通のロゴタイプの袋に改める事でコスト削減を図ると同時にレジ袋でもイオングループの店舗である事を強調する。
インラインスケートでの店員の移動は2007年までに行われなくなっている。バックヤードと売場との境界扉は、3段シャッターが上下に移動して開閉となる自動扉であり、殆どの店舗に現存する。ただし、イオンへの経営移譲にあわせて、日本で主流の手動観音開きに付け替えられた箇所もある。
さらに、2020年には箕面店が、2023年には尼崎店・狭山店の2店舗の物件が他社へ売却され、いずれも「イオンスタイル」に業態転換して直営売場を縮小。このため、店舗施設としてイオンリテールが管理運営するのは2024年現在では海浜幕張店が唯一となっている。売却された3店舗におけるオートウォーク（オートスロープ）などの管理はイオンの手を離れているものの、売却先の運営法人によって概ね存続されている。

## お客さま感謝デー
毎月20日と30日（2月は月末）に、イオンカード各種（提携カードを除く）、イオンオーナーズカード、イオンシニアクラブカード、イオン銀行のイオンバンクカードのいずれかを店頭レジにて提示し、支払いを現金・WAON・イオン商品券・マイカル商品券・イオンギフトカード・イオンカード各種（提携カードを除く）のいずれかで行った場合には、商品ごとに5%割引となる。WAONで支払いのときはカードを提示しなくても良い。

## お客さまわくわくデー
毎月5日・15日・25日の5のつく日に、イオンカード各種での支払いでときめきポイントが200円につき1ポイントのところ2倍の2ポイント付与か、WAONでの支払いで200円につき1ポイントのところ2倍の2ポイント付与される「お客さまわくわくデー」がある。なお、毎月10日の「ときめきWポイント（2倍）デー」のみ以前と同様継続される。

## 店舗
カルフール店舗の旧名称は、西洋式にならい、「カルフール○○店」ではなく「カルフール○○」となっていた。「カルフール○○」は専門店街を含めたショッピングセンター全体の名称であることから、カルフールの売場部分を「ハイパーマルシェ」として区別することもあった。
前述のライセンス契約終了に伴い、全店舗が名称を「イオン」に変更した。

### 営業中の店舗

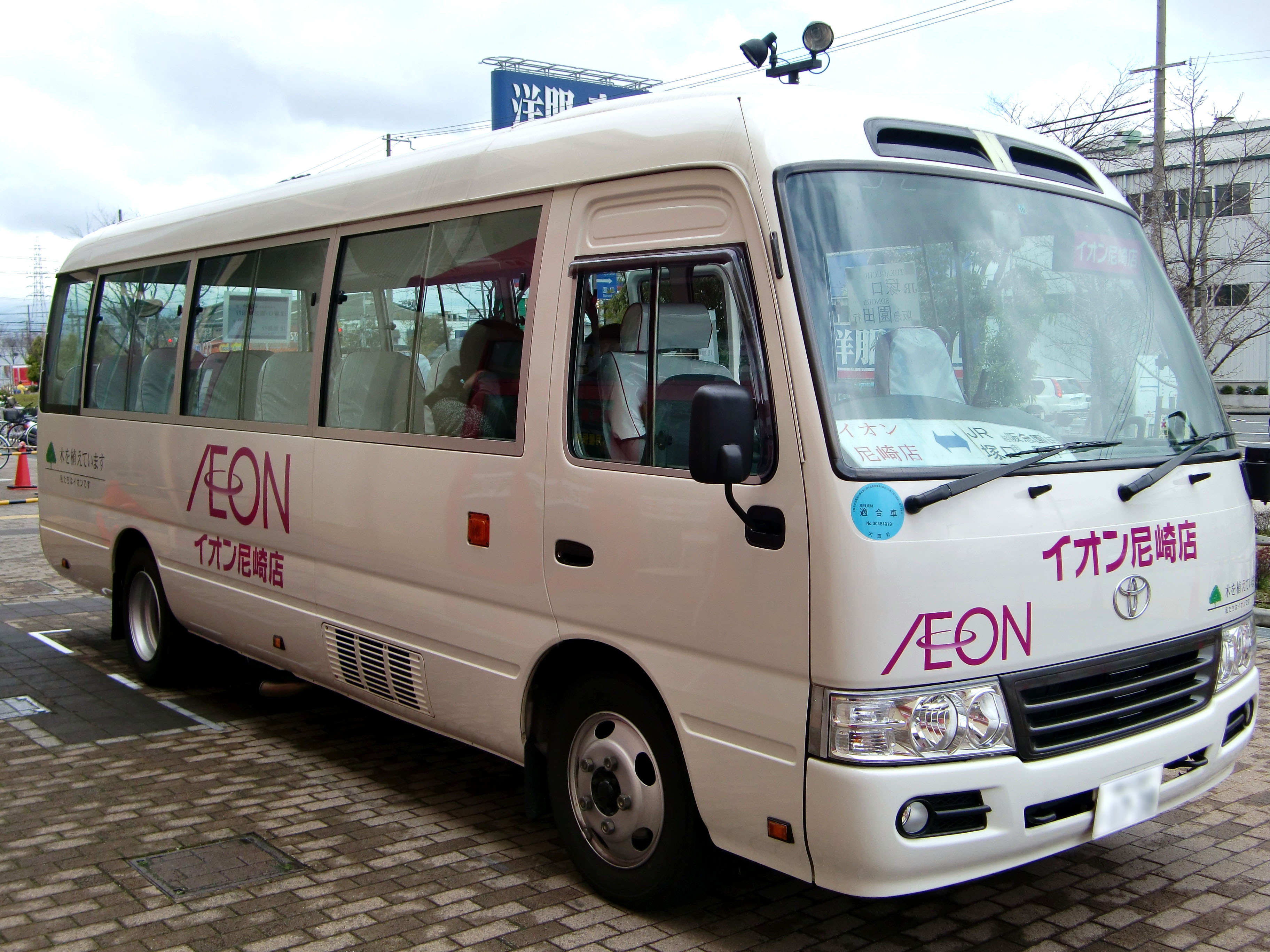
イオン尼崎店 無料シャトルバス

- イオン海浜幕張店（旧カルフール幕張→イオン幕張店・千葉県千葉市美浜区） - 2000年12月8日開店
- イオンスタイル狭山（旧カルフール狭山→イオン狭山店・埼玉県狭山市） - 2002年10月16日開店
- イオンスタイル箕面（旧カルフール箕面→イオン箕面店・大阪府箕面市） - 2003年10月1日開店
- イオンスタイル尼崎（旧カルフール尼崎→イオン尼崎店・兵庫県尼崎市） - 2003年10月15日開店

### カルフールの当時に閉店した店舗
- カルフール明石（兵庫県明石市） - 2004年1月23日開店、2007年1月10日閉店
- カルフール南町田（東京都町田市） - 2001年1月16日開店、2009年1月12日閉店

### カルフールからイオンに改称したのち閉店した店舗
- イオン光明池店（旧カルフール光明池・大阪府和泉市） - 2001年2月6日開店、2014年8月31日閉店
- イオン東大阪店（旧カルフール東大阪・大阪府東大阪市） - 2003年10月24日開店、2021年3月31日閉店

## トピック
- 2004年10月12日：事業売却を行い、日本から撤退することを検討していると、アメリカのウォールストリート・ジャーナル紙が報道。
- 2005年3月9日：日本国内の8店舗をイオンに売却する見通しであると、アジア・ウォールストリート・ジャーナル紙が再度報道。
- 2005年3月10日：Carrefour S.A.が当社の全株式をイオン株式会社に売却し日本におけるカルフールの営業権を譲渡。当社は社名をカルフールジャパン株式会社からイオンマルシェ株式会社に変更。
- 2005年7月8日：カルフール店頭で「イオンカルフールカード」の募集を開始。
- 2005年9月1日：カルフールシステム（P4〈Pacific4〉）からイオン新店舗システム（AIR〈AEON Information Retail System〉/MDBO〈Merchandise Back Office System〉）に変更。
- 2007年1月10日：カルフール明石を閉店。
- 2007年4月1日：イオンカルフールカードがイオンカードに統合。
- 2007年4月27日：電子マネーWAON開始、関東地区3店舗に導入。
- 2008年3月1日：電子マネーWAONを全店舗に導入。
- 2009年1月12日：カルフール南町田を閉店。
- 2009年2月28日：カルフールWEBサイトがリニューアルオープン。
- 2010年3月9日：カルフールとの店舗名称使用ライセンス契約及び関連契約を終了。
- 2010年3月10日：店舗名称を「イオン」に変更。
- 2010年8月27日：マイカル及び当社をイオンリテールに統合させた上で、「ジャスコ」および「サティ」のブランドを廃止して、段階的にグループ名と同じ「イオン」に統一する方針の報道が、日本経済新聞を初め各社メディアで報じられた。イオンサイドより10月6日に公式発表された。
- 2010年12月1日：グループ内におけるGMS事業の再編に伴い、イオンリテールに吸収合併され法人消滅。「イオン」ブランドは統合後も維持されている。